# The Fleetwoods
Los Fleetwoods fue un grupo vocal estadounidense originario de Olympia (Washington), formado en 1958 por Gary Troxel, Gretchen Christopher y Barbara Ellis.

## Historia
Los miembros de la banda se conocieron cuando eran estudiantes de secundaria en Olympia (Washington). Originalmente, la banda estaba formada únicamente por Gretchen Christopher y Barbara Ellis, pero estas le pidieron a Gary Troxel que las acompañara con una trompeta de jazz, luego pasó a la voz. Comenzaron a actuar en 1958 como "Two Girls and a Guy", pero luego cambiaron el nombre a Fleetwoods.
En 1959, el productor y fundador de Dolton Records, Bob Reisdorff, se fijó en ellos y juntos grabaron su primer éxito, " Come Softly to Me ", un tema compuesto por ellos mismos que alcanzó el puesto número 1 en Billboard y que también tuvo versiones de otros artistas,como Frankie Vaughan y las Kaye Sisters que lograron el puesto número 10 en las listas del Reino Unido con la canción, aunque la versión original de The Fleetwood los superó, ubicándose simultáneamente en el top 5 del Reino Unido  Su segundo éxito, "Graduation's Here", fue coescrito por Ellis y Christopher, y Troxel añadió más tarde una línea scat en contrapunto. A éste le siguió " Mr. Blue ", que, al igual que "Come Softly To Me", también encabezó las listas pop de Estados Unidos.
The Fleetwoods continuaron grabando hasta la década de 1960. Volvieron a alcanzar el Top 10 con una versión de " Tragedy " de Thomas Wayne en 1961. Aunque llegaron a tener un total de once éxitos en la lista Billboard Hot 100, el principio del fin para el grupo llegó cuando Troxel tuvo que cumplir con su obligación de entrar en servicio activo en la Marina de los Estados Unidos, ya que se había unido a la Reserva Naval en 1956. Además, la invasión británica de mediados de la década de 1960 cambió los gustos del público. En 1963, con Barbara Ellis como cantante principal, publicaron su último éxito, "Goodnight My Love". El cantante Vic Dana, que posteriormente lograría una exitosa carrera en solitario, reemplazó a Troxel, únicamente para presentaciones en vivo.
A finales de la década de 1970, Troxel trabajaba en una planta de madera contrachapada en Washington, Ellis administraba un parque de casas rodantes en California y Christopher era ama de casa y profesora de danza de jazz moderno en Washington en St. Martin's College y en Evergreen State College. En 1983, Troxel presentó su renuncia por escrito a The Fleetwoods, dejando a Christopher la titularidad exclusiva del grupo. Sin embargo, Troxel formó un nuevo grupo con el nombre Fleetwoods poco después. Su grupo ha actuado regularmente desde mediados de la década de 1980 y realiza varios conciertos en los circuitos "Oldies" cada año con dos presentaciones en la serie Doo Wop de PBS.
Christopher también reanudó su carrera musical en solitario, presentándose como "Gretchen Christopher of The Fleetwoods". Tanto Troxel como Christopher continúan actuando y ocasionalmente lanzan nuevas grabaciones. Una nueva versión de The Fleetwoods de la canción "Graduation's Here" apareció en el álbum solista autobiográfico de Christopher, Gretchen's Sweet Sixteen (Suite 16), que fue elegido por los críticos la revista musical Billboard entre los 10 mejores álbumes del año 2007. Incluía tanto el exitoso arreglo de "Come Softly To Me" como una versión a cappella, con Christopher cantando todas las partes.
Desde su incorporación en 1988 al Salón de la Fama de la Asociación de Música del Área Noroeste y su incorporación en 2005 al Salón de la Fama de la Asociación de Antiguos Alumnos de la Escuela Secundaria Olympia, The Fleetwoods han sido incluidos tanto en el Salón de la Fama de los Grupos Vocales como en el Salón de la Fama del Doo-Wop en Estados Unidos en 2006.
El lanzamiento de Gretchen's Sweet Sixteen (Suite 16) en noviembre de 2007 se realizó en Las Vegas durante la segunda Convención Anual Cool Bobby B Doo Wop y el Gran Concierto Final, protagonizado por Gretchen Christopher. Sin embargo, un año después, los tres originales fueron incluidos e invitados al Salón de la Fama de los Grupos Vocales. Christopher fue el único miembro original de los Fleetwood que aceptó, asistió y actuó, dedicando canciones a cada uno de sus compañeros ausentes. Troxel tenía toda la intención de asistir, pero decidió que era más importante estar con su esposa, debido a su tratamiento contra el cáncer de mama.

## Discografía

### Álbumes
- Mr. Blue (1959)
- The Fleetwoods (1960)
- Softly (1961)
- Deep in a Dream (1961)
- The Best Goodies of the Oldies (1961)
- For Lovers by Night (1963)
- Goodnight My Love (1963)
- Before and After (1964)
- Folk Rock (1965)

#### Recopilatorios
- The Fleetwoods' Greatest Hits (1962)
- In a Mellow Mood (1966)
- The Very Best of the Fleetwoods (1974)
- Buried Treasure (1983)
- Come Softly to Me: The Very Best of the Fleetwoods (1993)

### Sencillos
| Cara A                                | Cara B                                                                                | Año  | Sello                   | Chart positions   | Chart positions       | Chart positions | Chart positions  | Álbum                                              |
| Cara A                                | Cara B                                                                                | Año  | Sello                   | Billboard Hot 100 | Hot R&B/Hip-Hop Songs | RPM Canadá      | UK Singles Chart | Álbum                                              |
| ------------------------------------- | ------------------------------------------------------------------------------------- | ---- | ----------------------- | ----------------- | --------------------- | --------------- | ---------------- | -------------------------------------------------- |
| "Come Softly to Me"                   | "I Care So Much"                                                                      | 1959 | Dolphin 1 Liberty 55188 | 1                 | 5                     | 1               | 6                | Mr. Blue                                           |
| "Graduation's Here"                   | "Oh Lord Let It Be" (from Mr. Blue)                                                   | 1959 | Dolton 3                | 39                | —                     | 38              | —                | The Fleetwoods Greatest Hits                       |
| "Mr. Blue"                            |                                                                                       | 1959 | Dolton 5                | 1                 | 3                     | 1               | —                | Mr. Blue                                           |
|                                       | "You Mean Everything to Me"                                                           | 1959 |                         | 84                | —                     | —               | —                | Mr. Blue                                           |
| "Outside My Window"                   | "Magic Star" (from Goodnight My Love)                                                 | 1960 | Dolton 15               | 28                | —                     | —               | —                | The Fleetwoods: Gretchen, Gary and Barbara         |
| "Runaround"                           | "Truly Do"                                                                            | 1960 | Dolton 22               | 23                | —                     | 25              | —                | The Fleetwoods: Gretchen, Gary and Barbara         |
| "The Last One to Know"                | "Dormilona"                                                                           | 1960 | Dolton 27               | 96                | —                     | —               | —                | Softly                                             |
| "Confidential"                        | "I Love You So" (de Softly)                                                           | 1960 | Dolton 30               | —                 | —                     | —               | —                | Mr. Blue                                           |
| "Bazoom (I Need Your Lovin')"         | "Little White Cloud That Cried" (de Softly)                                           | 1961 | Dolton 37 (cancelado)   | —                 | —                     | —               | —                | The Fleetwoods Sing The Best Goodies of The Oldies |
| "Tragedy"                             | "Little Miss Sad One"                                                                 | 1961 | Dolton 40               | 10                | —                     | 7               | —                | Softly                                             |
| "(He's) The Great Imposter"           | "Poor Little Girl"                                                                    | 1961 | Dolton 45               | 30                | —                     | 7               | —                | Deep In A Dream                                    |
| "Billy Old Buddy"                     | "Trouble"                                                                             | 1962 | Dolton 49               | —                 | —                     | —               | —                | Non-LP tracks                                      |
| "Jimmy Beware"                        | "Bazoom (I Need Your Lovin')" (de The Fleetwoods Sing The Best Goodies of The Oldies) | 1962 | Dolton 54 (cancelled)   | —                 | —                     | —               | —                | Goodnight My Love                                  |
| "Lovers by Night, Strangers by Day"   | "They Tell Me It's Summer" (No incluida en álbum)                                     | 1962 | Dolton 62               | 36                | —                     | —               | —                | The Fleetwoods Sing for Lovers By Night            |
| "Sure Is Lonesome Downtown"           | "You Should Have Been There" (No incluida en álbum)                                   | 1963 | Dolton 74               | 114 (Cara B)      | —                     | —               | —                | Goodnight My Love                                  |
| "Goodnight My Love"                   | "Jimmy Beware"                                                                        | 1963 | Dolton 75               | 32                | —                     | —               | —                | Goodnight My Love                                  |
| "What'll I Do"                        | "Baby Bye-O"                                                                          | 1963 | Dolton 86               | —                 | —                     | —               | —                | No incluida en álbum                               |
| "Ruby Red Baby Blue"                  | "Lonesome Town"                                                                       | 1964 | Dolton 93               | 134               | —                     | —               | —                | No incluida en álbum                               |
| "Ska Light, Ska Bright" (Jamaica Ska) | "Ten Times Blue"                                                                      | 1964 | Dolton 97               | —                 | —                     | —               | —                | No incluida en álbum                               |
| "Mr. Sandman"                         | "This Is My Prayer (Non Ho l'Età Per Amarti)"                                         | 1964 | Dolton 98               | 113               | —                     | —               | —                | Before and After                                   |
| "Before and After (Losing You)"       | "Lonely Is as Lonely Does"                                                            | 1964 | Dolton 302              | —                 | —                     | —               | —                | Before and After                                   |
| "Come Softly to Me" (versión de 1965) | "I'm Not Jimmy"                                                                       | 1965 | Dolton 307              | —                 | —                     | —               | —                | No incluida en álbum                               |
| "Rainbow"                             | "Just as I Need You"                                                                  | 1965 | Dolton 310              | —                 | —                     | —               | —                | No incluida en álbum                               |
| "For Lovin' Me"                       | "This Is Where I See Her"                                                             | 1966 | Dolton 315              | —                 | —                     | —               | —                | Folk Rock                                          |